# Idiocerus lituratus
Idiocerus lituratus är en insektsart som beskrevs av Carl Fredrik Fallén 1806. Idiocerus lituratus ingår i släktet Idiocerus och familjen dvärgstritar. Arten är reproducerande i Sverige. Utöver nominatformen finns också underarten I. l. rubrifrons.

## Bildgalleri

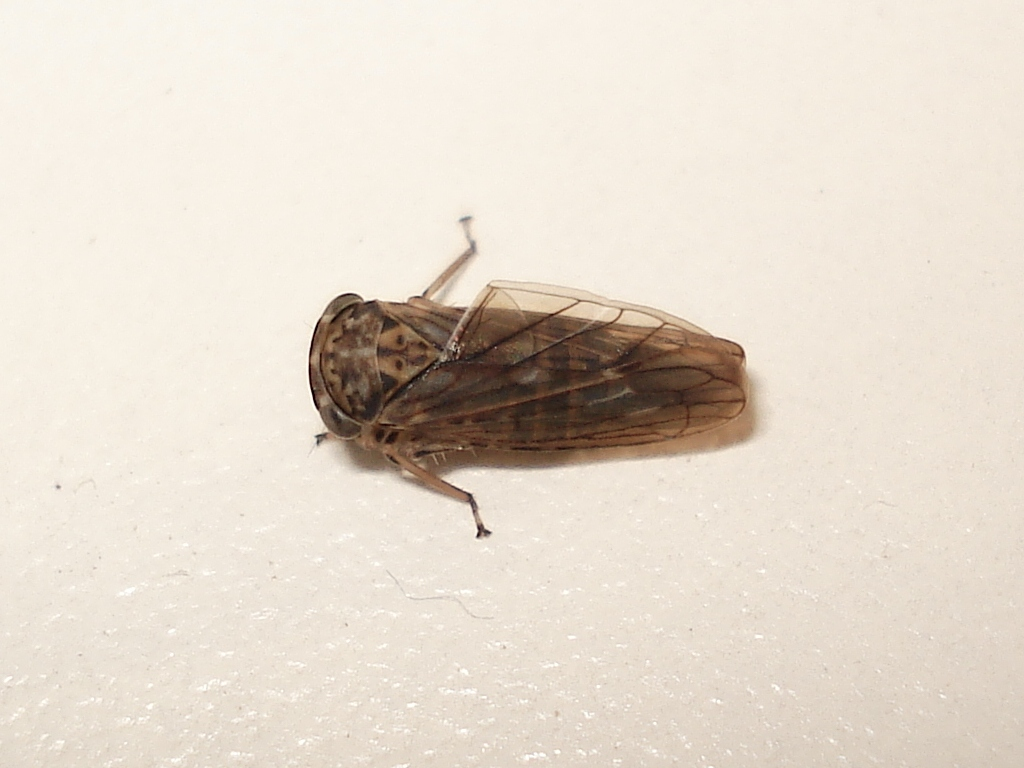